# Hügieia
Hügieia (görögül Υγιεία, latinul: Hygieia) a görög mitológiában Aszklépiosz és Epioné leánya, az egészség, a tisztaság és a közegészségügy istennője. Aszklépiosz kultuszának fontos alakja – amíg az orvos-félisten a gyógyítás megszemélyesítője, addig leánya, Hügieia a betegségek megelőzésének és a jó egészség megőrzésének megtestesítője. Testvérei: Panakeia a növényi eredetű orvosságok istennője, Iaszó a gyógyítás istennője, Ianiszkosz és Iatrosz gyógyító istenek, Makhaón (sebész) és Podaleiriosz (belgyógyász) híres orvosok voltak. Szent állata a kígyó.
Hügieia tisztelete az i. e. 7. században kezdődött, de önálló kultusza csak azután terjedt el, hogy a delphoi jósda elismerte jelentőségét; illetve az i. e. 429 és 427 között pusztító athéni pestisjárvány után; Rómában i. e. 293-tól. Elsődleges szentélyei Epidauroszban, Korinthoszon és Kosz szigetén voltak.
Nevét Ariphrón lantos költő foglalta himnuszba az i. e. 4. században; alakját Szkopasz, Brüaxisz és Timotheosz szobrai őrzik.
Az ókori művészet szép fiatal lányként ábrázolja, aki egy teste köré tekeredő, vagy kezében tartott kígyót csészéből itat. A kígyó a megújuló életerő szimbóluma; a csészéből ivó kígyó a gyógyszerészet emblémája.
Az egészségügyi tisztaságot Hügieia neve után higiénének nevezik.

## Salus
Alakját a római mitológiában Salus néven tisztelték. A római Kuirinus dombon i. e. 302-ben épült Salus Publica Populi Romani („a római nép közegészségügyének istennője”) templomot az ő dicsőségére emelték. (Titus Livius: X, 1, 9)
Salus alakját kígyóval és csészével ábrázolták; ünnepét évente március 30-án tartották.